# Fabulous (bài hát trong High School Musical)
"Fabulous" là một bài hát trong bộ phim Disney Channel năm 2007 High School Musical 2 và đã được phát hành làm đĩa đơn từ album nhạc phim. Ca khúc được thể hiện bởi Ashley Tisdale (nhân vật Sharpay Evans) và Lucas Grabeel (nhân vật Ryan Evans).

## Thông tin bài hát

Sharpay và Ryan trong "Fabulous".

Trong bộ phim High School Musical 2, "Fabulous" được hát bởi Sharpay Evans và Ryan Evans trong lúc họ ra tắm nắng ở hồ bơi Lava Springs của gia đình.
Bản remix của Jason Nevins cho bài hát này đã được chọn làm bài hát quảng cáo cho album remix High School Musical Hits Remixed, cùng một video âm nhạc. Ca khúc cũng có mặt trong Disney Girlz Rock, Vol. 2.

## Định dạng
1. "Fabulous" (Album Version) — 3:00
2. "Fabulous" (Instrumental) — 3:00
3. "Fabulous" (Jason Nevins Remix Extended Version) — 3:28
4. "Fabulous" (Jason Nevins Remix Edited Version) — 1:30

## Xếp hạng
| Bảng xếp hạng (2007)             | Vị trí cao nhất |
| -------------------------------- | --------------- |
| Australian Singles Chart         | 91              |
| Canadian Hot 100                 | 63              |
| U.S. Billboard Hot 100           | 76              |
| U.S. Billboard Hot Digital Songs | 28              |
| U.S. Billboard Pop 100           | 51              |
| UK Singles Chart                 | 64              |